# Moana 2
Moana 2 (Vaiana 2 en Europa y Oceanía 2 en Italia) es una película de aventuras musical animada estadounidense de 2024 producida por Walt Disney Animation Studios para Walt Disney Pictures. Es la secuela de Moana (2016) y la segunda entrega de la franquicia Moana. La película fue dirigida por David Derrick Jr., Jason Hand y Dana Ledoux Miller (en sus debuts como directores de largometrajes) y producida por Christina Chen e Yvett Merino, a partir de un guion de Jared Bush y Miller. Auliʻi Cravalho, Dwayne Johnson, Temuera Morrison, Nicole Scherzinger, Rachel House y Alan Tudyk repiten sus papeles de la primera película, con Hualālai Chung, Rose Matafeo, David Fane, Awhimai Fraser, Khaleesi Lambert-Tsuda y Gerald Ramsey uniéndose al elenco. Ambientada tres años después de la primera Moana, sigue al personaje principal reuniéndose con el semidiós Maui y reuniendo un equipo de orientación para encontrar la isla perdida de Motufetu, romper su maldición y reconectar a la gente del océano.
El desarrollo de una secuela de Moana comenzó originalmente como una serie limitada de transmisión de formato largo para Disney+, antes de que se reelaborara en una secuela teatral en febrero de 2024, con Derrick confirmado como escritor y director. La participación de Hand, Miller, Chen y Merino se confirmó en mayo; un mes después, se confirmó que Bush regresaría como escritor. Posteriormente, Miller reemplazó a Derrick como coguionista en agosto. Mark Mancina y Opetaia Foa'i, los compositores de la primera película, regresaron para componer y escribir las canciones, mientras que Abigail Barlow y Emily Bear reemplazan a Lin-Manuel Miranda como compositores adicionales.
Moana 2 se estrenó en el Instituto Cultural Lanikuhonua en Kapolei, Hawái, el 21 de noviembre de 2024 y fue estrenada por Walt Disney Studios Motion Pictures en Estados Unidos el 27 de noviembre. Recibió reseñas mixtas de los críticos, pero recaudó $1059 millones en todo el mundo, superando a su predecesora y convirtiéndose en la tercera película más taquillera de 2024. Ha sido nominada a Mejor película animada en los 82.º Premios Globo de Oro .

## Argumento
Tres años después de su aventura con el semidiós Maui y la diosa de la isla Te Fiti, Moana pasa sus días explorando otras islas cerca de su isla natal de Motunui con la esperanza de encontrar personas conectadas con el océano.
En una visión, su antepasado, Tautai Vasa, revela por qué ninguno de esos pueblos está conectado ya: el malvado dios de la tormenta Nalo quería poder sobre los mortales, por lo que hundió una isla legendaria llamada Motufetu, que conectaba a todas las islas, hasta las profundidades del océano. Tautai advierte además que la gente de Motunui se extinguirá en el futuro si Moana no encuentra una manera de criar a Motufetu. Reúne a un equipo de gente de Motunui (la astuta artesana Loto, el historiador y fanático de Maui Moni, y el gruñón y anciano granjero Keke, junto con su mascota, el cerdo y el gallo, Pua y Heihei) para seguir la trayectoria de un meteorito a través del océano hacia Motufetu.
Mientras tanto, Maui busca a Motufetu él mismo, ya que tuvo una pelea previa con Nalo, pero es capturado por el ejecutor de Nalo, Matangi. Maui se muestra reacio a contactar a Moana, ya que teme que no sobreviva si viene a ayudar. Moana y su tripulación son capturados por los Kakamora, una tribu de piratas salvajes parecidos a cocos con los que Moana se encontró previamente, quienes revelan que las acciones de Nalo contra Motufetu habían provocado que se desconectaran de su isla natal. Un miembro de los Kakamora, Kotu, ayuda a la tripulación a paralizar una almeja monstruosa gigantesca dentro de la cual se encuentra la guarida de Matangi. Mientras la tripulación encuentra a Maui, Moana se encuentra con Matangi y se entera de que no es feliz sirviendo a Nalo. Ella ayuda a Moana a escapar y reunirse con Maui y sus amigos, antes de enviarlos a donde está Nalo.
Maui advierte que el reino de Nalo es más mortal en comparación con el reino mortal y que luchar contra él significará una muerte segura para los simples mortales. Los monstruos de Nalo emboscan al grupo, dañando su balsa y arrastrándolos a una isla aislada. Moana comienza a desesperarse, pero Maui la anima a seguir adelante. Con Moana revitalizada, el grupo planea que Maui levante la isla para que Moana pueda tocarla, ya que esa es la única forma de restaurar Motufetu y detener a Nalo. Su tripulación repara su balsa, pero cuando el grupo se aventura a enfrentarse a Nalo, se encuentran con una tormenta gigantesca.
Moana, al darse cuenta de que Nalo está tratando de evitar que los humanos rompan la maldición, le pide a Maui que levante la isla lo suficiente para que ella pueda tocarla. Mientras Maui comienza a levantar la isla con su anzuelo gigante, Nalo despoja a Maui de sus poderes de semidiós con un rayo. Moana, en un momento de desesperación, se sumerge en el océano para tocar la isla bajo el agua. Justo cuando Moana lo logra, el rayo de Nalo la mata. Maui salta tras su cuerpo y, con un canto mágico, invoca a los espíritus de Tautai Vasa y los antepasados de Moana (incluida su abuela Tala), quienes ayudan a revivirla como semidiosa, y Moana obtiene un tatuaje de buscadora de caminos. Maui, que también ha recuperado sus poderes como semidiós, finalmente eleva completamente la isla de Motufetu y ayuda a Moana a reconectar a la gente con el océano.
La tripulación regresa a casa en Motunui, liderando una flotilla de los pueblos del océano, y se lleva a cabo una celebración en honor a Moana. 
En una escena a mitad de los créditos, Nalo planea su venganza y está a punto de castigar a Matangi por ayudar a Moana, cuando el cangrejo gigante Tamatoa llega para unirse a su causa. 

## Reparto
- Auli'i Cravalho como Moana ("Vaiana" en España), la curiosa hija del jefe de la aldea Tui y su esposa Sina; ella es elegida por el océano para romper la maldición del dios de las tormentas Nalo y salvar el mundo.[8]
- Dwayne Johnson como Maui, un fuerte semidiós cambiante de formas que acompaña a Moana en su viaje.[9]
- Temuera Morrison como Tui, el padre de Moana e hijo de la difunta abuela tala y jefe de la isla Motunui.[10]
- Nicole Scherzinger como Sina, la madre de Moana y jefa de Motunui.[10]
- Khaleesi Lambert-Tsuda como Simea, la hermana pequeña de Moana.[10]
- Rose Matafeo como Loto, una "inteligente pero peculiar" diseñadora de canoas y miembro del equipo de orientación de Moana.[10]
- David Fane como Kele, un "granjero gruñón" y miembro del equipo de orientación de Moana.[10]
- Hualālai Chung como Moni, dibujante y admirador de Maui, y miembro del equipo de orientación de Moana.[10]
- Alan Tudyk como Heihei, el gallo mascota de Moana.[11]
- Awhimai Fraser como Matangi, una diosa vampira del inframundo que secuestra a Maui.

## Producción

### Desarrollo
El 10 de diciembre de 2020, la directora creativa de Walt Disney Animation Studios, Jennifer Lee, anunció que una serie musical titulada Moana basada en la película de 2016 del mismo nombre estaba en desarrollo en el estudio para Disney+. El 4 de agosto de 2021 se informó que Osnat Shurer regresaría a la película como productor. El 21 de enero de 2022, el artista de la historia de Moana, David Derrick Jr., fue anunciado como director de la serie, lo que lo convirtió en el primer director samoano de un proyecto de Walt Disney Animation Studios. La serie se estaba desarrollando simultáneamente con una adaptación de acción en vivo de Moana, según Jared Bush, escritor de dicha película, y guionista de la película animada de 2016.
Originalmente estaba previsto que la serie fuera lanzada exclusivamente en Disney+ en 2023, posteriormente cambiando la fecha a 2024.
En febrero de 2024, el director ejecutivo de Disney, Bob Iger, anunció que la serie había sido reelaborada en una película, siendo el próximo estreno cinematográfico de Disney Animation ese mismo año.

### Animación
La animación se realizó en el estudio de Vancouver de Walt Disney Animation Studios, mientras que la preproducción y el guion gráfico se realizó en el estudio de Burbank. Siendo el primer largometraje realizado en el estudio de Vancouver.

### Música
Junto con el anuncio de la película, se anunció que Mark Mancina y Opetaia Foaʻi, quienes musicalizaron la película original, volverían a componer esta película. También se anunció la incorporación de Abigail Barlow y Emily Bear (The Unofficial Bridgerton Musical) que escribirían las canciones, reemplazando a Lin-Manuel Miranda de la primera película.

## Estreno
Moana 2 se estrenó en cines el 27 de noviembre de 2024 en Estados Unidos.

## Respuesta de la crítica
En el sitio web agregador de reseñas Rotten Tomatoes, el 61 % de las 228 reseñas de críticos son positivas, con una puntuación media de 6,2/10.

## Premios y nominaciones
| Año  | Premio              | Categoría                        | Trabajo               | Resultado | Ref.   |
| ---- | ------------------- | -------------------------------- | --------------------- | --------- | ------ |
| 2025 | Kids' Choise Awards | Película animada favorita        | Moana 2               | Nominada  | [ 27 ] |
| 2025 | Kids' Choise Awards | Canción favorita de una película | Can I Get A Chee Hoo? | Nominada  | [ 27 ] |